# 斯潘塞縣 (印第安納州)
斯潘塞县（英語：Spencer County）是位於美國印第安納州西南部的一個縣，南隔俄亥俄河與肯塔基州相望。面積1,039平方公里。根據美國2000年人口普查，共有人口20,351人。縣治羅克波特（Rockport）。
成立於1818年1月10日，2月1日生效。縣名紀念在蒂珀卡努战役中陣亡的哈里森縣治安官斯皮爾·斯潘塞。